# Esteio (ort)
Esteio är en ort i Brasilien.   Den ligger i kommunen Esteio och delstaten Rio Grande do Sul, i den södra delen av landet, 1 600 km söder om huvudstaden Brasília. Esteio ligger 12 meter över havet och antalet invånare är 84 902.
Terrängen runt Esteio är platt. Runt Esteio är det mycket tätbefolkat, med 2 431 invånare per kvadratkilometer.. Närmaste större samhälle är Porto Alegre, 19,7 km söder om Esteio. 
Runt Esteio är det i huvudsak tätbebyggt.